# Buffy-Lynne Williams
Buffy-Lynne Williams (nacida Buffy-Lynne Alexander, Toronto, 27 de marzo de 1977) es una deportista canadiense que compitió en remo. Está casada con el remero Barney Williams.
Participó en tres Juegos Olímpicos de Verano, obteniendo una medalla de bronce en Sídney 2000, en la prueba de ocho con timonel, el cuarto lugar en Atenas 2004 (dos sin timonel) y el cuarto en Pekín 2008 (ocho con timonel).
Ganó cinco medallas en el Campeonato Mundial de Remo entre los años 1997 y 2003.

## Palmarés internacional
| Juegos Olímpicos   | Juegos Olímpicos        | Juegos Olímpicos  | Juegos Olímpicos   |
| Año                | Lugar                   | Medalla           | Prueba             |
| ------------------ | ----------------------- | ----------------- | ------------------ |
| 2000               | Sídney (Australia)      | Medalla de bronce | Ocho con timonel   |
| Campeonato Mundial |                         |                   |                    |
| Año                | Lugar                   | Medalla           | Prueba             |
| 1997               | Aiguebelette (Francia)  | Medalla de plata  | Ocho con timonel   |
| 1998               | Colonia (Alemania)      | Medalla de plata  | Cuatro sin timonel |
| 1998               | Colonia (Alemania)      | Medalla de bronce | Ocho con timonel   |
| 1999               | St. Catharines (Canadá) | Medalla de bronce | Ocho con timonel   |
| 2003               | Milán (Italia)          | Medalla de bronce | Ocho con timonel   |